# Веснін Володимир Андрійович
Володи́мир Андрі́йович Веснін (нар. 13 жовтня 1993, м. Березівка, Одеська область) — український військовослужбовець, підполковник Збройних сил України, учасник російсько-української війни. Герой України, лицар ордена Богдана Хмельницького трьох ступенів.

## Життєпис
2015 року закінчив Харківський національний університет Повітряних сил імені Івана Кожедуба.
Служить у 156-му зенітному ракетному полку, де від 2022 — заступник командира — начальник штабу.
Учасник боїв у зоні АТО/ООС та під час повномасштабного російського вторгнення.

## Нагороди
- Звання Герой України з врученням ордена «Золота Зірка» (5 грудня 2022) — за особисту мужність і героїзм, виявлені у захисті державного суверенітету та територіальної цілісності України, самовіддане служіння Українському народу[1]
- Орден Богдана Хмельницького I ст. (6 вересня 2022) — за особисту мужність і самовіддані дії, виявлені у захисті державного суверенітету та територіальної цілісності України, вірність військовій присязі[2]
- Орден Богдана Хмельницького II ст. (28 квітня 2022) — за особисту мужність і самовіддані дії, виявлені у захисті державного суверенітету та територіальної цілісності України, вірність військовій присязі[3]
- Орден Богдана Хмельницького III ст. (14 березня 2022) — за особисту мужність і самовіддані дії, виявлені у захисті державного суверенітету та територіальної цілісності України, вірність військовій присязі[4]

## Військові звання
- підполковник.